# Hòa bình xanh

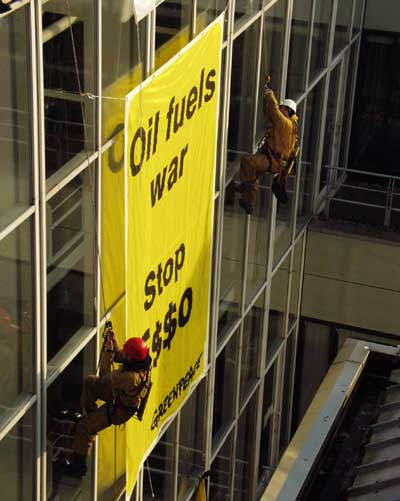
Greenpeace protest against Esso / Exxon Mobil

Hòa bình xanh (tên tiếng Anh: Greenpeace) là một tổ chức được thành lập ở Vancouver, British Columbia, Canada năm 1971. Tổ chức này nổi tiếng vì những chiến dịch được phát động nhằm chống lại nạn săn bắt cá voi. Trong những năm gần đây, mục tiêu trọng tâm của tổ chức này là chuyển qua các vấn đề môi trường khác, bao gồm lưới cào đáy, sự nóng lên toàn cầu, nạn phá rừng nguyên sinh, năng lượng hạt nhân, và công nghệ gene. Greenpeace có các văn phòng khu vực và quốc gia ở 42 nước trên khắp thế giới, tất cả đều là chi nhánh của Greenpeace International đóng ở Amsterdam. Tổ chức này nhận được sự ủng hộ về mặt tài chính từ khoảng gần 3 triệu người, cũng như các khoản đóng góp khác đến từ các quỹ từ thiện, nhưng không chấp nhận quỹ từ các chính phủ hay các doanh nghiệp.

## Tuyên bố sứ mệnh
Tuyên bố sứ mệnh chính thức của Greenpeace đã mô tả tổ chức này và các mục tiêu của nó như sau (tiếng Anh):
Greenpeace is an independent, campaigning organization which uses peaceful direct action and creative communication to expose global environmental problems, and to force solutions for a green and peaceful future. Greenpeace's goal is to ensure the ability of the earth to nurture life in all its diversity.
(Tạm dịch: Greenpeace là một tổ chức truyền bá tư tưởng độc lập, dùng những hành động yêu chuộng hòa bình trực tiếp và những phương tiện truyền thông một cách sáng tạo, để chỉ rõ những vấn đề liên quan đến môi trường thiên nhiên toàn cầu, và để thúc đẩy những giải pháp cho một tương lai "xanh" và hòa bình. Mục đích của Greenpeace là để bảo đảm khả năng của Trái Đất để muôn loài có thể phát triển tốt đẹp.)